# Batalla de Kuruyuki
La batalla de Kuruyuki o batalla de Curuyuqui fue una batalla que se libró cerca de la localidad boliviana de Cuevo el 28 de enero de 1892, en la región del Chaco boliviano. Los combatientes eran los indios ava guaraníes de lengua chawuncu (llamados chiriguanos en ese momento) y una fuerza compuesta por militares bolivianos, milicianos y chiriguanos cristianizados y progubernamentales. A menudo descrita como una masacre, la batalla resultó en una abrumadora victoria de las fuerzas de la República de Bolivia. Después de la batalla, las fuerzas del gobierno ejecutaron al líder chiriguano, Apiaguaiki Tumpa, y muchos cautivos insurgentes.
La batalla puso fin a 400 años de conflicto de los chiriguanos contra, primero, el Imperio inca, en segundo lugar, el Imperio español y, finalmente, el país independiente de Bolivia.
«Chiriguanos» fue el nombre que se registra en diferentes documentos históricos, es un término derivado del quechua y del español, los pueblos así denominado antiguamente se autodenominan como «ava Guaraní» o simplemente «guaraní».

## Fondo
Los guaraníes bolivianos orientales, popularmente llamados chiriguanos, fueron un pueblo belicoso que luchó contra el Imperio inca, su sucesor, el Imperio español y la República de Bolivia desde 1520 o antes hasta la batalla de Kuruyuki en 1892. Tuvieron éxito en su mayoría hasta la década de 1860 cuando un  combinación de la invasión de sus tierras por parte de rancheros y colonos de habla hispana (criollos y mestizos), el antagonismo entre chiriguanos cristianos y no cristianos y, posiblemente, el declive demográfico de la etnia condujo a la derrota de los chiriguanos que deseaban preservar su independencia y rechazaban la cristiandad.
Los chiriguanos, que pueden haber llegado a ser más de 100 000 en el siglo XVIII, nunca estuvieron unidos y su fragmentación en facciones debilitó su capacidad para contrarrestar el poder y la influencia crecientes de los criollos bolivianos a finales del siglo XIX. Las respuestas de este grupo al estrés creciente en su sociedad en el siglo XIX incluyeron la aceptación del cristianismo por parte de muchos y/o la residencia en el entorno relativamente seguro, pero reglamentado, de las misiones franciscanas, diez de las cuales se establecieron entre 1845 y 1891. Otros  hicieron las paces con los ganaderos y colonos criollos o viajaron a Argentina para realizar trabajos temporales en los campos de caña de azúcar. Para 1891, 11 000 chriguanos, muchos de ellos no cristianos, vivían en las misiones y la mayoría del resto trabajaba en ranchos en Bolivia y Argentina.
En 1889, sin embargo, un chiriguano de 28 años llamado Chapiaguasu comenzó su carrera como profeta y sanador con el mensaje de restaurar el antiguo orden de la sociedad chiriguana y expulsar a los criollos y misioneros de sus tierras. Chapiaguasu se autodenominó Apiaguaiki Tumpa (el eunuco de Dios) y los objetivos del movimiento que dirigió fueron similares a otros movimientos milenaristas contemporáneos en todo el mundo, como el levantamiento de los bóxers en China y la danza de los espíritus en los Estados Unidos.
La chispa que encendió la guerra fue la violación y asesinato de una joven chiriguana el 1 de enero de 1892 por el corregidor (alcalde) del pueblo de Cuevo, cerca de la Misión Santa Rosa. El 7 de enero, los chiriguanos tendieron una emboscada a una patrulla del ejército boliviano, atacaron ranchos criollos y saquearon Cuevo. El 12 de enero un contingente de soldados, voluntarios y arqueros indios fue derrotado por las fuerzas chiriguanas de Apiaguaiki. 3000 criollos y 2000 chiriguanos se refugiaron en la misión como protección contra Apiaguaiki y sus seguidores. El 21 de enero, Apiaguaiki dirigió una fuerza de 1000 hombres a pie y 300 a caballo contra las murallas de Santa Rosa. Partiendo de las tácticas habituales de Chiriguano de emboscadas y ataques de golpe y fuga, Apiaguaiki intentó un ataque frontal a la misión para el cual las armas de los indígenas, principalmente arcos y flechas, fueron ineficaces. El líder chiriguano de la comunidad misionera, Mandeponay, se volvió contra Apiaguaiki en el último momento y ayudó a los defensores de la misión. Después de sufrir 40 muertos, Apiaguaiki canceló el ataque y él y sus seguidores, que sumaban unos 5000, se atrincheraron en la comunidad de Kuruyuki, 13 kilómetros (8,1 millas) al noreste de la misión.

## La batalla
En los días posteriores al ataque a la Misión de Santa Rosa, los criollos reunieron refuerzos, incluidos indios de misiones cercanas y soldados que llegaron de Santa Cruz de la Sierra. El 28 de enero, oficiales del ejército boliviano dirigieron un contraataque con 50 soldados, 140 milicianos criollos (en su mayoría armados con rifles de repetición) y 1500 indígenas armados con arcos y flechas. En la batalla de Kuruyuki, el ejército mató a más de 600 chiriguanos con pérdidas propias de solo cuatro muertos, todos indígenas. Después de la batalla, el ejército masacró a los chiriguanos que se rindieron y vendieron a mujeres y niños como esclavos. Los 2000 chiriguanos residentes en la Misión Santa Rosa de Cuevo apoyaron en su mayoría al ejército.
Los chirguanos se dispersaron después de la batalla, pero el ejército boliviano, los criollos y los aliados indígenas los persiguieron y mataron a miles más. Se estima que más de 6000 chiriguanos murieron durante la guerra. Apiagauiki escapó de la escena de la batalla, pero luego fue traicionado y capturado por las fuerzas gubernamentales. El 29 de marzo fue torturado y ejecutado en un acto público en la plaza principal del pueblo de Sauces (hoy Monteagudo).

## Secuelas
La batalla de Kuruyuki fue el último suspiro de los chiriguanos como etnia independiente. La batalla fue olvidada en gran medida por los historiadores y los propios chiriguanos hasta la década de 1970, cuando comenzó un resurgimiento de la identidad étnica de los chiriguanos, ahora conocida principalmente como ava guaraníes, guaraní boliviano oriental o simplemente guaraní. En 2008, Evo Morales, presidente indígena del futuro Estado Plurinacional de Bolivia, anunció la creación de una universidad que se ubicaría en la comunidad de Curuyuqui (también deletreado Kuruyuki). En 2009, Morales asistió a un servicio conmemorativo de los chiriguanos muertos en la batalla de Kuruyuki e inauguró la Apiaguaiki Tumpa Universidad Indígena de Tierras Bajas (Universidad Indígena Apiaguaiki Tumpa de las Tierras Bajas).